# Холандска лака крстарица Де Ројтер
Хр. Мс. Де Ројтер (холандски: Hr. Ms. De Ruyter) је била холандска лака крстарица, једина у својој класи. Поринута је у луци Шидам 1935. године. Користила ју је холандска краљевска ратна морнарица током Другог светског рата и изгубила у бици у Јаванском мору.

## Историја
Након изградње колонијалних крстарица класе Јава (наоружаних са по десет топова калибра 150 mm) средином двадесетих година, холандска ратна морнарица је од октобра 1936. за потребе одбране тадашње Холандске Источне Индије (садашња Индонезија) у флоти имала и лаку крстарицу Хр. Мс. Де Ројтер наоружану са седам топова калибра 150 mm, десет против-авионских топова калибра 40 mm, осам митраљеза калибра 12,7 mm и са два хидроавиона Фоккер Ц.XI-W.
Највећи депласман брода је био 7669 тона, дужина 170,92 m, ширина 15,7 m, а газ 5,11 m, док је на крстарици служило 35 официра и 438 подофицира и морнара. Погонску скупину чинило је шест водоцевних котлова типа Јаров и две турбинске скупине типа Парсонс, свака снаге 33.000 КС, а брод постизао највећу брзину 32 чвора.
Све време службе крстарица Де Ројтер служила је у Холандској Источној Индији, а потонула је током битке у Јаванском мору 28. фебруара 1942, погођена торпедом јапанске тешке крстарице Хагуро.